# Communauté de communes Sidobre Vals et Plateaux
Die Communauté de communes Sidobre Vals et Plateaux ist ein französischer Gemeindeverband mit der Rechtsform einer Communauté de communes im Département Tarn in der Region Okzitanien. Sie wurde am 8. Juli 2016 gegründet und umfasst 16 Gemeinden (Stand: 1. Januar 2019). Der Verwaltungssitz befindet sich in der Gemeinde Le Bez.

## Historische Entwicklung
Der Gemeindeverband entstand mit Wirkung vom 1. Januar 2017 durch die Fusion der Vorgängerorganisationen
- Communauté de communes Sidobre Val d’Agout und
- Communauté de communes Val et Plateau Mont de Lacaune.

Der ursprünglich als Communauté de communes Sidobre Val d’Agout-Vals et Plateaux des Monts de Lacaune bezeichnete Verband wurde im Laufe des Jahres 2017 auf die aktuelle Bezeichnung umbenannt.
Am 1. Januar 2019 verließ die Gemeinde Saint-Salvi-de-Carcavès den Gemeindeverband und schloss sich der Communauté de communes des Monts de Lacaune et de la Montagne du Haut Languedoc an.

## Mitgliedsgemeinden
| Gemeinde                                        | Einwohner 1. Januar 2022 | Fläche km² | Dichte Einw./km² | Code INSEE | Postleitzahl |
| ----------------------------------------------- | ------------------------ | ---------- | ---------------- | ---------- | ------------ |
| Brassac                                         | 1.293                    | 23,87      | 54               | 81037      | 81260        |
| Burlats                                         | 2.010                    | 32,62      | 62               | 81042      | 81100        |
| Cambounès                                       | 338                      | 22,58      | 15               | 81053      | 81260        |
| Fontrieu                                        | 954                      | 102,62     | 9                | 81062      | 81260        |
| Lacaze                                          | 317                      | 46,16      | 7                | 81125      | 81330        |
| Lacrouzette                                     | 1.533                    | 28,77      | 53               | 81128      | 81210        |
| Lasfaillades                                    | 88                       | 8,32       | 11               | 81137      | 81260        |
| Le Bez                                          | 901                      | 32,13      | 28               | 81031      | 81260        |
| Le Masnau-Massuguiès                            | 253                      | 47,63      | 5                | 81158      | 81530        |
| Montfa                                          | 468                      | 10,69      | 44               | 81177      | 81210        |
| Roquecourbe                                     | 2.181                    | 16,65      | 131              | 81227      | 81210        |
| Saint-Germier                                   | 156                      | 4,16       | 38               | 81252      | 81210        |
| Saint-Jean-de-Vals                              | 84                       | 4,75       | 18               | 81256      | 81210        |
| Saint-Pierre-de-Trivisy                         | 617                      | 36,09      | 17               | 81267      | 81330        |
| Saint-Salvy-de-la-Balme                         | 528                      | 18,36      | 29               | 81269      | 81490        |
| Vabre                                           | 716                      | 28,43      | 25               | 81305      | 81330        |
| Communauté de communes Sidobre Vals et Plateaux | 12.437                   | 463,83     | 27               | –          | –            |